# Тайога (Пенсільванія)
Тайога (англ. Tioga) — місто (англ. borough) в США, в окрузі Тайога штату Пенсільванія. Населення — 606 осіб (2020).

## Географія
Тайога розташована за координатами 41°54′17″ пн. ш. 77°7′53″ зх. д. / 41.90472° пн. ш. 77.13139° зх. д. (41.904718, -77.131273).  За даними Бюро перепису населення США в 2010 році місто мало площу 1,23 км², з яких 1,17 км² — суходіл та 0,06 км² — водойми. В 2017 році площа становила 1,32 км², з яких 1,20 км² — суходіл та 0,11 км² — водойми.

## Демографія
Згідно з переписом 2010 року, у селищі мешкало 666 осіб у 271 домогосподарстві у складі 173 родин. Густота населення становила 541 особа/км².  Було 295 помешкань (240/км²).
Расовий склад населення:
| - 98,2 % — білих - 0,6 % — чорних або афроамериканців - 0,2 % — корінних американців |

До двох чи більше рас належало 1,1 %. Частка іспаномовних становила 0,2 % від усіх жителів.
За віковим діапазоном населення розподілялося таким чином: 24,9 % — особи молодші 18 років, 59,5 % — особи у віці 18—64 років, 15,6 % — особи у віці 65 років та старші. Медіана віку мешканця становила 38,0 року. На 100 осіб жіночої статі у селищі припадало 99,4 чоловіків;  на 100 жінок у віці від 18 років та старших — 94,6 чоловіків також старших 18 років.
Середній дохід на одне домашнє господарство  становив 42 484 долари США (медіана — 35 200), а середній дохід на одну сім'ю — 51 209 доларів (медіана — 40 625). Медіана доходів становила 35 179 доларів для чоловіків та 24 250 доларів для жінок. За межею бідності перебувало 20,4 % осіб, у тому числі 32,2 % дітей у віці до 18 років та 3,9 % осіб у віці 65 років та старших.
Цивільне працевлаштоване населення становило 279 осіб. Основні галузі зайнятості: освіта, охорона здоров'я та соціальна допомога — 21,5 %, роздрібна торгівля — 19,7 %, виробництво — 16,5 %.